# Relations entre le Canada et Haïti
Les Relations Canada-Haïti désignent les relations diplomatiques s'exerçant entre le Canada et Haïti. Au cours de la période instable de 1957 à 1990, le Canada a accueilli de nombreux réfugiés haïtiens, qui constituent maintenant une minorité importante au Québec. Le Canada a participé à diverses interventions internationales en Haïti entre 1994 et 2004 et continue de fournir une aide substantielle à Haïti . Les deux nations sont membres des Nations unies, Organisation des États américains et le Organisation internationale de la francophonie.

## Contexte historique
Haïti se trouve à l'ouest de l'île d'Hispaniola. En 1797, Toussaint Louverture mena avec succès une révolte contre les Français et fit d'Haïti le premier pays indépendant dans les Caraïbes, bien que le gouvernement fût en place jusqu'en 1915, lorsque les États-Unis occupèrent l'île. Les États-Unis ont quitté l'île en 1934 pour la replacer dans une forme de démocratie.
Le Canada est membre de la francophonie ou de la communauté des pays francophones, tout comme Haïti. Le Canada joue un rôle actif dans le maintien de la paix (ou le rétablissement de la paix) dans le monde entier. Le Québec est un membre indépendant de la Francophonie, Haïti étant le plus important bénéficiaire de l'aide de la province. De plus, une grande majorité des ONG travaillant en Haïti sont des organisations québécoises.
Le Canada et Haïti n’ont officiellement établi leurs relations diplomatiques qu’en 1954, lorsque Edward Ritchie Bellemare a été nommé chargé d’affaires de l’ambassade du Canada à Haïti. De 1957 à 1986, la famille Duvalier a régné comme dictateur. Ils ont créé l'armée privée et les escadrons de la mort terroristes connus sous le nom de Tonton Macoutes. De nombreux Haïtiens se sont exilés aux États-Unis et au Canada, notamment au Québec francophone. Lors du recensement canadien de 1991, près de 44 000 personnes se sont déclarées d’origine haïtienne. En 2006, le Canada comptait plus de 100 000 résidents d'origine haïtienne.

### Opérations canadiennes en Haïti
Ci-dessous une liste des opérations canadiennes en Haïti : 
- Opération HORATIO Programme Alimentaire Mondial, septembre 2008
- Haïti 2004-4 décembre 2004
- Haïti 2004-3 octobre 2004
- Haïti 2004-2 octobre 2004
- Haïti 2004-1 septembre 2004
- Opération HAMLET Mission des Nations unies pour la stabilisation en Haïti (MINUSTAH), août 2004 à ce jour
- Opération Halo Minustah, mars-août 2004
- Opération HALO Force intérimaire multinationale, février – juillet 2004
- Haïti 1999 décembre 1999
- Opération STANDARD juin 1996 - juillet 1997
- Opération DIALOGUE de janvier à décembre 1994
- Opération CAULDRON septembre 1993 - juin 1996
- Opération FORWARD ACTION octobre 1993 - septembre 1994[10]
- Haïti 1989 janvier-octobre 1989
- Opération BANDIT de janvier à février 1988 [11]
- Haïti 1963 mai 1963[12]

## Intervention internationale de 1993
Après le renversement du régime de Duvalier, Haïti a traversé une période de troubles politiques et économiques. Les forces commanditées par l'ONU sont intervenues à plusieurs reprises pour tenter de stabiliser la situation. Le gouvernement canadien a refusé de reconnaître les élections nationales haïtiennes de 1988, qui ont été marquées par des violences qui ont coûté la vie à au moins 34 personnes, et ont déclaré envisager de réduire de 15 millions de dollars l’aide au développement.
Bien que l’aide bilatérale du gouvernement ait chuté, Haïti continue de bénéficier de l’aide du Canada sous la forme d’une aide bilatérale fournie par des ONG. Pendant une brève période de 10 mois à compter de décembre 1990, le Canada a rétabli d'importants efforts d'aide à la lumière de Jean-Bertrand Aristide élu démocratiquement au poste de Premier ministre et promettant de protéger les droits fondamentaux de son peuple. L'aide a de nouveau été annulée lorsqu'Aristide a fui le pays après un coup d'État l'année suivante. Le Canada a même choisi de mettre fin à l'aide bilatérale des ONG après la fuite d'Aristide, ne laissant subsister que l'aide alimentaire et l'aide aux besoins essentiels dans le pays des Caraïbes . Le chaos politique s'ensuivit. En juin 1993, le Premier ministre canadien Brian Mulroney a déclaré au président américain Bill Clinton que le Canada était prêt à envoyer des troupes pour imposer un blocus à Haïti. La décision du Canada d'intervenir en Haïti à cette époque était en grande partie motivée par les demandes et les préoccupations de la population haïtienne-francophone vivant au Québec à ce moment-là. Plus tard cette année-là, le Canada a participé à la Mission des Nations Unies en Haïti, opération de maintien de la paix menée par les Nations unies entre septembre 1993 et juin 1996.
Commandant de la force de mars à juin 1996, le brigadier-général J.R.P. Daigle était canadien. Daigle est resté commandant de la Mission d’appui des Nations unies en Haïti (1996-1997) et le Général canadien Robin Gagnon a dirigé la mission de transition des Nations unies en Haïti (1997). Le Canada a également fourni les commissaires de police entre octobre 1993 et février 1996  et fourni des agents de police à la Mission de police civile des Nations unies en Haïti (1997-2000).
En 2000, avec une stabilité accrue pour Haïti, Jean-Bertrand Aristide a été réélu, bien que son second mandat ait été marqué par des accusations de corruption.

## Intervention internationale de 2004
En février 2004, la présidence de Jean-Bertrand Aristide s'est terminée au milieu d'une rébellion. La Force multinationale intérimaire (MIF) a été autorisée par le Conseil de sécurité des Nations unies à se déployer immédiatement en Haïti pour maintenir la paix. Le Canada en a fourni 125 sur les 2 700 hommes déployés initialement. En avril, le contingent canadien dirigé par le lieutenant-colonel Jim Davis était passé à 500.
La Mission des Nations Unies pour la stabilisation en Haïti a été créée plus tard en 2004 pour succéder au MIF. Depuis lors, les contributions canadiennes ont été limitées à 100 agents de police et à un petit nombre d'agents de liaison. En juin 2005, le gouvernement canadien a averti les Canadiens d’éviter de se rendre en Haïti en raison de la détérioration croissante de la situation en matière de sécurité.
À partir de 2004 environ, le programme d’aide du Canada a mis en œuvre ce qu'on appelle une approche pangouvernementale visant à développer et à soutenir le gouvernement de transition. Plus d'argent était dépensé pour des services publics tels que la sécurité publique et les processus électoraux. En 2006, le Canada a participé aux efforts internationaux visant à aider Haïti à mener à bien son premier cycle électoral complet depuis l'entrée en vigueur de sa constitution en 1987. Le gouvernement du Canada, par l’intermédiaire de l’ Agence canadienne de développement international, a consacré près de 40 millions de dollars au processus électoral, en fournissant des observateurs et une assistance technique. La gouverneure générale du Canada, Michaelle Jean (elle-même d’origine haïtienne) a assisté à l’investiture du président René Préval le 14 mai 2006 en tant que représentante du Canada,.
En juillet 2007, le Premier ministre canadien Stephen Harper a effectué une visite en Haïti, notamment dans un hôpital financé par le Canada dans le bidonville de Cité Soleil, ravagé par la criminalité.

## Situation actuelle

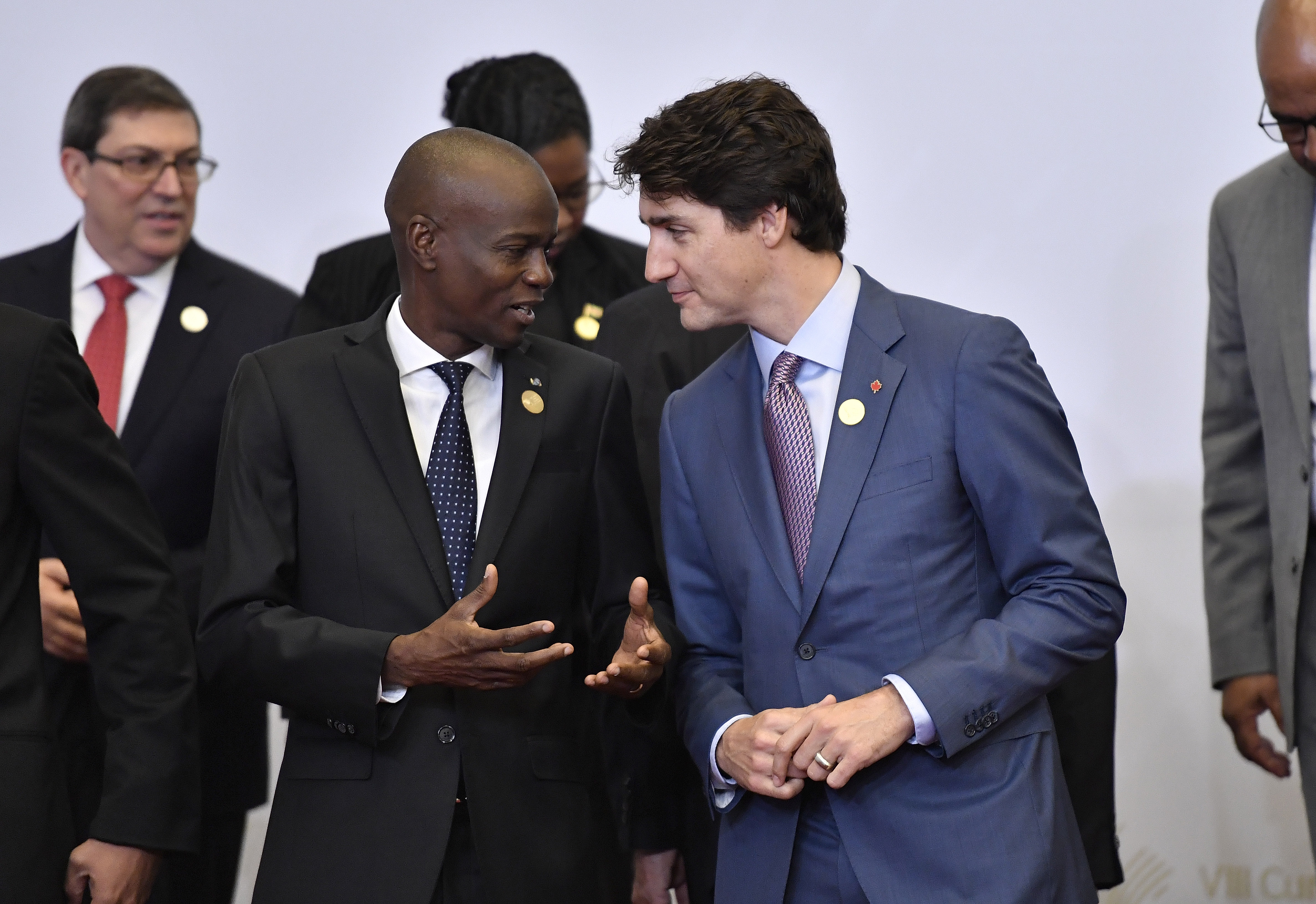
Le Premier Ministre canadien Justin Trudeau et le Président haïtien Jovenel Moïse lors du 8e Sommet des Amériques à Lima, Pérou; avril 2018.

Haïti est considérée comme un État fragile selon la définition canadienne du concept, car le gouvernement ne fournit pas de services de base à ses citoyens. L’ACDI a créé un plan de développement pour les pays qu’elle considère comme des États fragiles, en particulier Haïti, l’Afghanistan, le Soudan autrefois unifié, et la Cisjordanie et la bande de Gaza appelée New Deal. Le New Deal a été mis en œuvre afin de fournir un soutien supplémentaire pour aider les États fragiles à atteindre les objectifs du Millénaire pour le développement pour 2015. Le New Deal comprend des objectifs tels que la sécurité, les emplois, les revenus et la justice. Malgré cela, il y a beaucoup de controverses sur la manière dont l'argent du Canada est dépensé et à qui il est remis. Bien que l’ACDI ait inscrit la bonne gouvernance parmi ses priorités, les ONG ont fourni plus de 80% des services de base en Haïti, recevant ainsi une grande partie de l’argent de l’aide canadienne. En évitant les interactions avec le gouvernement haïtien, le Canada a mis en place un système de services parallèle au lieu de l’État qui fournit habituellement ces services.
Un grand nombre de Canadiens travaillant dans le domaine du développement sont présents en Haïti, y compris des centaines de missionnaires travaillant principalement dans les secteurs de la santé et de l'éducation.
En 2008, le Canada avait engagé 555 millions de dollars sur cinq ans pour Haïti. Haïti est devenu le principal bénéficiaire de l'aide au développement du Canada en 2009, l'Afghanistan devenant le deuxième pays bénéficiaire. Un montant total d'aide de 334 millions de dollars a été donné à Haïti en 2009. En février 2009, le gouvernement canadien a annoncé qu'il ciblerait l'aide étrangère sur 20 pays ou régions où il espérait avoir un impact plus important, y compris Haïti. En plus de l'aide officielle, les immigrants haïtiens au Canada ont envoyé environ 248 millions de dollars de fonds à leurs familles haïtiennes en 2006 . Après le tremblement de terre destructeur d’Haïti en 2010, 221 millions de dollars de dons privés et citoyens ont été collectés pour Haïti. L'ACDI a ensuite égalé ce montant en contributions. En janvier 2013, le ministre canadien de la Coopération internationale, Julian Fantino, a annoncé que le gouvernement examinerait l'aide versée à Haïti, évoquant des préoccupations quant aux résultats de l'utilisation des fonds. Certaines de ces préoccupations ont été exprimées par le Premier ministre haïtien, Laurent Lamothe, qui a également suggéré que le gouvernement canadien donne davantage la parole et une aide accrue au gouvernement haïtien directement.
Le gouvernement du Canada a émis un avertissement de sécurité appelant à la prudence lors de voyages en Haïti. Toutefois, aucun avis défavorable n'est actuellement en vigueur pour Haïti.
En janvier 2020, le Ministre canadien des Affaires étrangères, François-Philippe Champagne, a publié une déclaration en souvenir du 10e anniversaire du tremblement de terre en Haïti.

## Missions diplomatiques résidentes
- Le Canada a une ambassade à Port-au-Prince[37].
- Haïti a une ambassade à Ottawa et un consulat général à Montréal[38].